# Jinhua
Jinhua is een stad in de gelijknamige prefectuur in de oostelijke provincie Zhejiang, Volksrepubliek China. Jinhua grenst aan de provinciale hoofdstad Hangzhou in het noordwesten, Quzhou in het zuidwesten, Lishui in het zuiden, Taizhou in het oosten en Shaoxing in het noordoosten. 
Bij de volkstelling van 2020 had de stad 1.040.948 inwoners. De prefectuur had 7.050.683 inwoners.. Andere grote steden in de prefectuur zijn Dongyang, Yiwu en Yongkang.
De stad is in China heel beroemd om haar gedroogde ham.

## Bestuurlijke indeling
- Wucheng (婺城区)
- Jindong (金东区)
- Lanxi (兰溪市)
- Yiwu (义乌市)
- Dongyang (东阳市)
- Yongkang (永康市)
- Wuyi (武义县)
- Pujiang (浦江县)
- Pan'an (磐安县)